# 華字日報
《華字日報》（Chinese Mail）是香港開埠初期的中文報章，為《中外新報》以後，香港第二份中文報紙。
1871年3月，陳靄庭受聘於《德臣西報》出任副主編，主持附印中文刊物《中外新聞七日報》，1872年4月17日該報獨立發行，初期每週出版三次。
陳靄庭在伍廷芳的支持下創辦了《華字日報》，當時《華字日報》提供清廷消息、以及粵、港兩地及海外的近聞。報上亦載有船舶消息、貨價行情、船期、政府憲示及告示等消息，當中包括政府招標通告及種牛痘的通告。早年商人已會在該報刊登正版告示、招股啟示及出版資訊。光緒末年，該報增加「廣智錄」，內容以雜文、中外軼事為主，又有「精華錄」，載有「談叢」、「粵謳」及「歌謠」。1895年報館起火，珍貴資料在火警中盡毀，但其後該報復刊。
不過，《華字日報》早期的新聞，幾乎不用標點符號，行句繁長，每則新聞只用一個「O」符號分隔，各則新聞推壓一起。隨著白話文運動冒起，行文風格才有轉變，加入標點外，每則新聞亦會另起一段。
1941年12月8日爆發香港攻防戰，日軍佔領九龍後，香港島不斷受到日軍炮火轟擊，該報於11日停止發行。12月25日，日軍攻佔香港，香港日佔時期開始，該報被逼停辦。1945年8月香港重光後，《華字日報》雖於1946年4月及6月兩度復刊，但礙於財困，同年7月1日又告停刊，從此絕跡香港報業。該報的材料，現時成為研究早年香港歷史、晚清局勢及辛亥革命的重要材料。

## 外部連接
- 華字日報於香港中央圖書館的舊報紙資料庫 （页面存档备份，存于）